# جوشوا لويس
جوشوا لويس (بالإنجليزية: Joshua Lewis)‏ هو محامي وقاضي وسياسي أمريكي، ولد في 1772، وتوفي في 1833.